# تبعیض معکوس

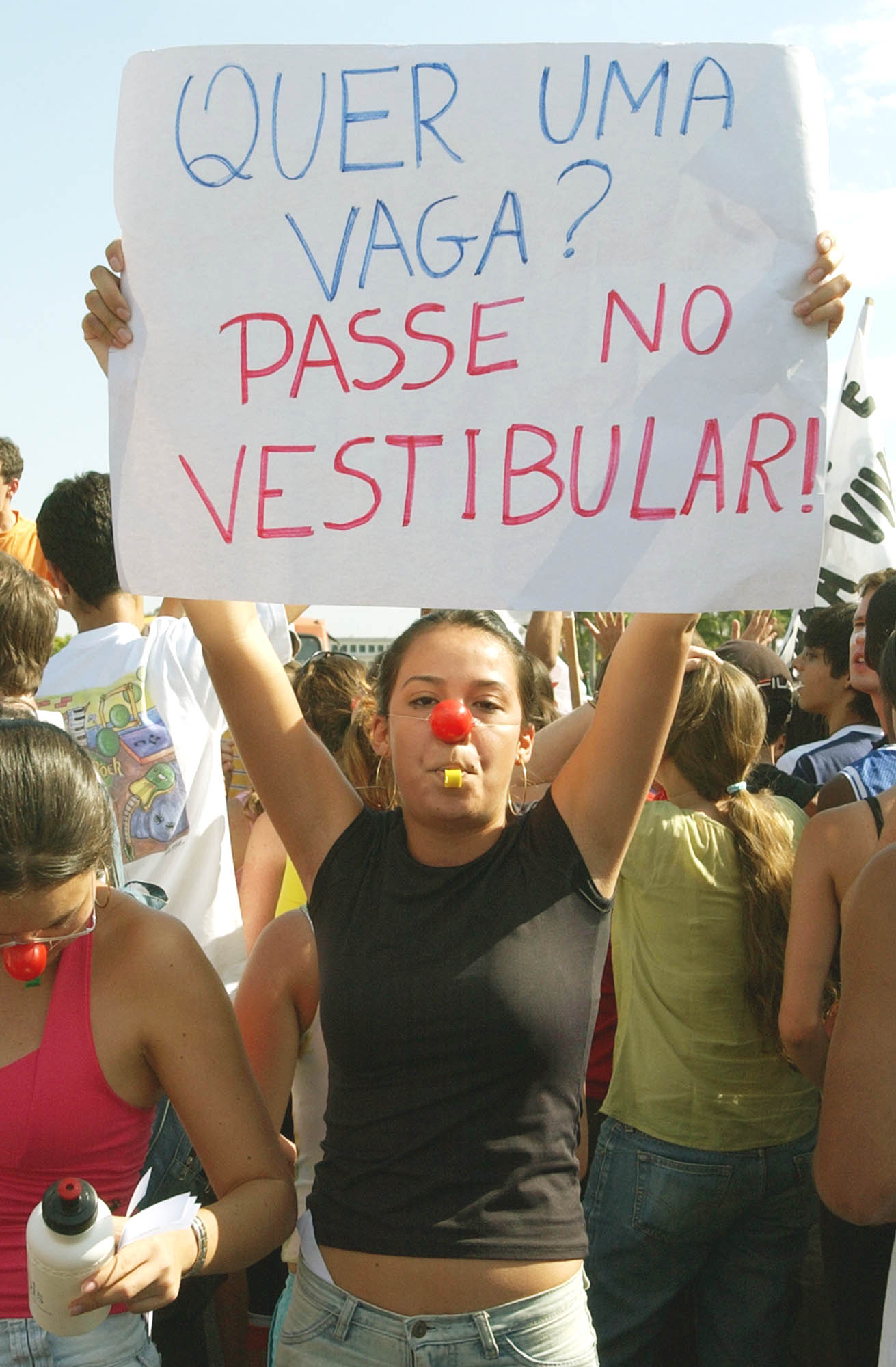
تظاهرات دانشجویان علیه نظام سهمیه بندی برای دسترسی به مکان های دانشگاهی در برزیل

تبعیض معکوس تبعیض علیه اعضای یک گروه مسلط یا در اکثریت، به نفع اعضای یک گروه در اقلیت یا به‌طور تاریخی محروم است. این گروه‌ها را می‌توان بر حسب نژاد، جنسیت، قومیت، یا دیگر عوامل تعریف کرد. این تبعیض ممکن است در پی جبران نابرابری‌های اجتماعی باشد که گروه‌های اقلیت نسبت به گروه‌های اکثریت کمتر از آنها برخوردار بوده‌اند. در چنین مواردی نیت محو تبعیضی است که گروه‌های اقلیت با آن‌ها مواجه بوده‌اند. برچسب تبعیض معکوس را می‌توان برای تأکید بر تبعیض ماهوی موجود در برنامه‌های تبعیض مثبت به کار برد. تبعیض معکوس را می‌توان به عنوان رفتار نابرابر با گروه‌های در اکثریت در نتیجهٔ سیاست‌های ترجیحی، نظیر پذیرش دانشگاه‌ها یا اشتغال به منظور التیام بخشی به تبعیض پیشین علیه اقلیت‌ها تعریف کرد.
تبعیض معکوس اصطلاحی است برای تبعیض علیه اعضای یک گروه غالب یا اکثریت، به نفع اعضای یک اقلیت یا گروهی که از نظر تاریخی محروم هستند. گروه‌ها ممکن است بر اساس قومیت، هویت جنسی، ملیت، نژاد، مذهب، جنسیت یا گرایش جنسی تعریف شوند.[تحقیق اصلی؟]
ظهور ابتکارات و سیاست‌های جبرانی مانند اقدام مثبت در اوایل تا اواسط دهه ۱۹۷۰ توسط بسیاری از سفیدپوستان و برخی سیاه پوستان به عنوان تبعیض معکوس تلقی می‌شد. این دوره زمانی بود که در طی آن این سیاست‌ها بر عدم حضور گروه‌های اقلیت قومی و زنان تمرکز داشتند و تلاش می‌کردند اثرات تبعیض‌های گذشته را هم در دولت و هم در دنیای تجارت اصلاح کنند.[۱]
اقدام مثبت مجموعه‌ای از اقدامات است که تلاش می‌کند تا تنوع را در زمینه‌هایی مانند اشتغال، آموزش و رهبری ارتقا دهد، معمولاً با رزرو برخی موقعیت‌ها برای افراد گروه‌های سنتی محروم. این ممکن است منجر به تبعیض نسبت به گروه‌های اکثریت موفقی شود که صلاحیت‌های فنی بیشتری نسبت به متقاضیان اقلیت دارند.[۲]
فیلسوف جیمز ریچلز اظهار داشت که تبعیض معکوس به عنوان عاملی در اقدام مثبت در ایالات متحده ممکن است به ضرر برخی از سفیدپوستان باشد، اما بدون آن، آمریکایی‌های آفریقایی‌تبار نیز به دلیل تبعیض نژادی فراگیر در جامعه آسیب خواهند دید.[۲] منتقدان ترجیحات نژادی در اقدام مثبت مانند ویلیام بنت و کارل کوهن استدلال کرده‌اند که استفاده صریح از نژاد به منظور پایان دادن به تبعیض نژادی غیرمنطقی و مغایر با اصل عدم تبعیض است. در مقابل، آلن اچ. گلدمن استدلال کرد که نقض کوتاه مدت چنین اصلی می‌تواند به خاطر برابر کردن فرصت‌های اجتماعی در بلندمدت توجیه شود.[۲] فیلسوف ریچارد آرنسون استدلال می‌کند که در حالی که برنامه تبعیض معکوس به نفع نامزدهای غیرسفیدپوست نسبت به سفیدپوستان ممکن است برابری فرصت‌ها را به معنای رسمی نقض کند، ممکن است به‌طور مؤثرتری برابری اساسی فرصت‌ها را ترویج کند، به این معنی که کسانی که استعداد و جاه طلبی برابر دارند، از این فرصت برخوردار خواهند بود. شانس موفقیت یکسان بدون توجه به فرصت‌های قبلی (نابرابر) آنها برای دستیابی به شرایط مربوطه.[۳]
غالباً توسط گروه‌های اکثریت استدلال می‌شود که برای استخدام و پیشرفت به دلیل سیاست‌های اقدام مثبت مورد تبعیض قرار می‌گیرند. با این حال، منتقدان [چه کسی؟] این استدلال اغلب به اهمیت «نمادین» یک شغل اشاره می‌کنند و همچنین باید شرایط را در نظر گرفت.[۴]
در قوانین اتحادیه اروپا، تبعیض معکوس زمانی رخ می‌دهد که قانون ملی یک کشور عضو، رفتار بدتری را با شهروندان یا محصولات داخلی خود نسبت به سایر شهروندان/کالاهای اتحادیه اروپا تحت قوانین اتحادیه اروپا پیش‌بینی می‌کند. این در اتحادیه اروپا به دلیل اصل حقوقی تابعیت مجاز است، که قانون اتحادیه اروپا در شرایط صرفاً داخلی برای یک کشور عضو قابل اعمال نیست.[۵]
اقدام مثبت دولت چین به ویژه از سوی گروه قومی هان چینی زیر سؤال رفته‌است. اعتقاد بر این است که سیاست‌های ناعادلانه در مورد امتحانات ورودی کالج چین و همچنین حقوق بشر که به نفع اقلیت ملی تلقی می‌شود، هر دو باعث تبعیض معکوس در سرزمین اصلی می‌شوند. شوونیسم هان از دهه ۲۰۰۰ در سرزمین اصلی چین محبوبیت بیشتری پیدا کرده‌است، که علت آن نارضایتی نسبت به اقدام مثبت چینی‌ها نسبت داده شده‌است.[۶][۷] سیاست تک فرزندی فقط برای چینی هان معرفی شد و اقلیت‌ها اجازه داشتند دو یا چند نوزاد داشته باشند.[۸]
در هند، در مؤسسات آموزش عالی که توسط دولت استخدام می‌شوند، ۵۰ درصد کرسی‌ها برای اعضای کاست‌های آسیب دیده اجتماعی و بخش‌های ضعیف تر از نظر اقتصادی جوامع پیشرو در نظر گرفته شده‌است.[۹] کاندیداهای دسته رزرو شده می‌توانند موقعیتی را از ۴۰ درصد آزاد انتخاب کنند. بخش‌های فقیرتر رده باز/عمومی به بخش اقتصادی ضعیف‌تر سهمیه EWS در مؤسسات آموزش عالی و استخدام توسط دولت که ۱۰ درصد از کرسی‌ها را تشکیل می‌دهند، دسترسی دارند. تفاوت شایستگی در کنکور اغلب بین کلاس‌های رزرو شده و بدون رزرو بسیار کمتر است. در هند، این اصطلاح اغلب توسط شهروندان معترض به رزرو و سهمیه استفاده می‌شود. اما با توجه به اینکه قطع EWS جوامع رو به جلو کمتر از قطع OBC است، مورد انتقاد فزاینده‌ای قرار گرفته‌است.[۱۰][۱۱][۱۲] در سال‌های بعد، یک استثنای «لایه خامه‌ای»، وضعیت محفوظ را برای کسانی که والدینشان پست‌های نسبتاً بالایی دولتی داشتند، ممنوع کرد.
مخالفان اقدام مثبت در ایالات متحده از اصطلاح تبعیض معکوس استفاده می‌کنند تا بگویند که چنین برنامه‌هایی علیه آمریکایی‌های سفیدپوست به نفع آمریکایی‌های آفریقایی‌تبار تبعیض قائل می‌شوند.[۱۳] مورخ نانسی مک‌لین می‌نویسد که در طول دهه‌های ۱۹۸۰ و ۱۹۹۰، «به اصطلاح تبعیض معکوس در مقیاسی بی‌اهمیت رخ داد».[۱۴] تعداد پرونده‌های تبعیض معکوس که در کمیسیون فرصت‌های شغلی برابر (EEOC) ثبت شده بود در دهه ۱۹۹۰ دو برابر شد[۱۵] و همچنان درصد فزاینده‌ای از همه موارد تبعیض را تا سال ۲۰۰۳ منعکس می‌کرد.[۱۶]
مطالعه‌ای که توسط S. K. Camara و M. P. Orbe انجام شد، روایت‌هایی از افراد را جمع‌آوری کرد که موقعیت‌هایی را توصیف می‌کردند که در آن‌ها بر اساس وضعیت اکثریت گروهی‌شان مورد تبعیض قرار می‌گرفتند (مواردی از تبعیض معکوس). بسیاری از پاسخ دهندگان سفیدپوست تبعیض را بر اساس نژاد خود توصیف کردند، بخش کوچکتری تبعیض جنسیتی را گزارش کردند. تعداد کمی از دگرجنسگرایان گزارش کردند که بر اساس گرایش جنسی خود تبعیض را تجربه کردند.[۱۷][منبع غیر اولیه مورد نیاز]
دانشکده‌ها
ویرایش کنید
متقاضیان سفیدپوست کالج که در نتیجه اقدام مثبت در پذیرش کالج، به نفع دانشجویان سیاهپوست با صلاحیت کمتر رد شده‌اند، چنین برنامه‌هایی را به عنوان «تبعیض معکوس» توصیف کرده‌اند. الیزابت پردی استدلال می‌کند که این مفهوم از تبعیض معکوس در طول تجدید حیات محافظه کارانه در دهه‌های ۱۹۸۰ و ۱۹۹۰ پس از مشروعیت اعطا شده توسط دادگاه عالی ایالات متحده در پرونده Regents of University of California در برابر باک، که حکم به آلن داد، نزدیک بود که اقدام مثبت را لغو کند. باک توسط برنامه پذیرش مدرسه مورد تبعیض قرار گرفته بود.[۱۸]
در سال ۱۹۹۶، دانشگاه تگزاس مجبور شد استفاده از ترجیحات نژادی را در پذیرش کالج خود به تعویق بیندازد، زیرا دادگاه استیناف ایالات متحده برای حوزه پنجم، مدرسه را از در نظر گرفتن نژاد در پذیرش دانش آموزان منع کرد. این حکم تعیین کرد که تنوع در آموزش نمی‌تواند تمایزات مبتنی بر نژاد را توجیه کند. هاپوود علیه تگزاس شکایتی بود که توسط چهار متقاضی سفیدپوست به دانشکده حقوق تگزاس ارائه شد که از پذیرش آنها رد شد، حتی اگر معدل آنها بیشتر از درخواست‌های اقلیت پذیرفته شده بود. چهار دانشجوی سفیدپوست نیز نمرات بیشتری در آزمون پذیرش در دانشکده حقوق داشتند.[۱۹]
با این حال، در Grutter v. Bollinger (2003)، دادگاه عالی به دانشکده حقوق دانشگاه میشیگان اجازه داد تا به بررسی نژاد در میان سایر عوامل تنوع مرتبط ادامه دهد. این تصمیم تنها سیاست اقدام مثبتی بود که از نظر قانونی به چالش کشیده شد تا در دادگاه‌ها زنده بمانند. با این حال، این حکم باعث سردرگمی دانشگاه‌ها و دادگاه‌های بدوی در مورد وضعیت اقدام مثبت در سراسر کشور شده‌است.
در سال ۲۰۱۲، فیشر علیه دانشگاه تگزاس به دادگاه عالی رسید.[۲۰] ظاهراً دانشگاه تگزاس از نژاد به عنوان عاملی برای رد درخواست ابیگیل فیشر استفاده کرده و از بررسی منصفانه او محروم شده‌است. دادگاه‌های بدوی این برنامه را تأیید کردند، اما دیوان عالی حکم دادگاه‌های بدوی را لغو کرد و پرونده را برای بررسی مجدد به حوزه پنجم فرستاد.
شکایات
ویرایش کنید
پیش‌نویس گزارشی در مورد ادعای تبعیض معکوس در سال ۱۹۹۵ برای وزارت کار ایالات متحده تهیه شد. و اینکه «نسبت بالایی» از ادعاها بی‌اساس بودند.[۲۲]
گزارش‌های جدیدتر EEOC نشان می‌دهد که کمتر از ۱۰ درصد از شکایات مربوط به نژاد توسط سفیدپوستان، ۱۸ درصد از شکایات مربوط به جنسیت و ۴ درصد از پرونده‌های دادگاه توسط مردان ثبت شده‌است. وقتی از نمونه‌های ملی سفیدپوستان پرسیده شد که آیا آنها شخصاً به دلیل نژادشان از دست دادن شغل، ارتقاء یا پذیرش در دانشگاه را تجربه کرده‌اند، ۲ تا ۱۳ درصد پاسخ مثبت دادند.[۲۳]
تبعیض معکوس اصطلاحی است برای تبعیض علیه اعضای یک گروه غالب یا اکثریت، به نفع اعضای یک اقلیت یا گروهی که از نظر تاریخی محروم هستند. گروه‌ها ممکن است بر اساس قومیت، هویت جنسی، ملیت، نژاد، مذهب، جنسیت یا گرایش جنسی تعریف شوند.[تحقیق اصلی؟]
ظهور ابتکارات و سیاست‌های جبرانی مانند اقدام مثبت در اوایل تا اواسط دهه ۱۹۷۰ توسط بسیاری از سفیدپوستان و برخی سیاه پوستان به عنوان تبعیض معکوس تلقی می‌شد. این دوره زمانی بود که در طی آن این سیاست‌ها بر عدم حضور گروه‌های اقلیت قومی و زنان تمرکز داشتند و تلاش می‌کردند اثرات تبعیض‌های گذشته را هم در دولت و هم در دنیای تجارت اصلاح کنند.[۱]
اقدام مثبت مجموعه‌ای از اقدامات است که تلاش می‌کند تا تنوع را در زمینه‌هایی مانند اشتغال، آموزش و رهبری ارتقا دهد، معمولاً با رزرو برخی موقعیت‌ها برای افراد گروه‌های سنتی محروم. این ممکن است منجر به تبعیض نسبت به گروه‌های اکثریت موفقی شود که صلاحیت‌های فنی بیشتری نسبت به متقاضیان اقلیت دارند.[۲]
فیلسوف جیمز ریچلز اظهار داشت که تبعیض معکوس به عنوان عاملی در اقدام مثبت در ایالات متحده ممکن است به ضرر برخی از سفیدپوستان باشد، اما بدون آن، آمریکایی‌های آفریقایی‌تبار نیز به دلیل تبعیض نژادی فراگیر در جامعه آسیب خواهند دید.[۲] منتقدان ترجیحات نژادی در اقدام مثبت مانند ویلیام بنت و کارل کوهن استدلال کرده‌اند که استفاده صریح از نژاد به منظور پایان دادن به تبعیض نژادی غیرمنطقی و مغایر با اصل عدم تبعیض است. در مقابل، آلن اچ. گلدمن استدلال کرد که نقض کوتاه مدت چنین اصلی می‌تواند به خاطر برابر کردن فرصت‌های اجتماعی در بلندمدت توجیه شود.[۲] فیلسوف ریچارد آرنسون استدلال می‌کند که در حالی که برنامه تبعیض معکوس به نفع نامزدهای غیرسفیدپوست نسبت به سفیدپوستان ممکن است برابری فرصت‌ها را به معنای رسمی نقض کند، ممکن است به‌طور مؤثرتری برابری اساسی فرصت‌ها را ترویج کند، به این معنی که کسانی که استعداد و جاه طلبی برابر دارند، از این فرصت برخوردار خواهند بود. شانس موفقیت یکسان بدون توجه به فرصت‌های قبلی (نابرابر) آنها برای دستیابی به شرایط مربوطه.[۳]
غالباً توسط گروه‌های اکثریت استدلال می‌شود که برای استخدام و پیشرفت به دلیل سیاست‌های اقدام مثبت مورد تبعیض قرار می‌گیرند. با این حال، منتقدان [چه کسی؟] این استدلال اغلب به اهمیت «نمادین» یک شغل اشاره می‌کنند و همچنین باید شرایط را در نظر گرفت.[۴]
در قوانین اتحادیه اروپا، تبعیض معکوس زمانی رخ می‌دهد که قانون ملی یک کشور عضو، رفتار بدتری را با شهروندان یا محصولات داخلی خود نسبت به سایر شهروندان/کالاهای اتحادیه اروپا تحت قوانین اتحادیه اروپا پیش‌بینی می‌کند. این در اتحادیه اروپا به دلیل اصل حقوقی تابعیت مجاز است، که قانون اتحادیه اروپا در شرایط صرفاً داخلی برای یک کشور عضو قابل اعمال نیست.[۵]
اقدام مثبت دولت چین به ویژه از سوی گروه قومی هان چینی زیر سؤال رفته‌است. اعتقاد بر این است که سیاست‌های ناعادلانه در مورد امتحانات ورودی کالج چین و همچنین حقوق بشر که به نفع اقلیت ملی تلقی می‌شود، هر دو باعث تبعیض معکوس در سرزمین اصلی می‌شوند. شوونیسم هان از دهه ۲۰۰۰ در سرزمین اصلی چین محبوبیت بیشتری پیدا کرده‌است، که علت آن نارضایتی نسبت به اقدام مثبت چینی‌ها نسبت داده شده‌است.[۶][۷] سیاست تک فرزندی فقط برای چینی هان معرفی شد و اقلیت‌ها اجازه داشتند دو یا چند نوزاد داشته باشند.[۸]
در هند، در مؤسسات آموزش عالی که توسط دولت استخدام می‌شوند، ۵۰ درصد کرسی‌ها برای اعضای کاست‌های آسیب دیده اجتماعی و بخش‌های ضعیف تر از نظر اقتصادی جوامع پیشرو در نظر گرفته شده‌است.[۹] کاندیداهای دسته رزرو شده می‌توانند موقعیتی را از ۴۰ درصد آزاد انتخاب کنند. بخش‌های فقیرتر رده باز/عمومی به بخش اقتصادی ضعیف‌تر سهمیه EWS در مؤسسات آموزش عالی و استخدام توسط دولت که ۱۰ درصد از کرسی‌ها را تشکیل می‌دهند، دسترسی دارند. تفاوت شایستگی در کنکور اغلب بین کلاس‌های رزرو شده و بدون رزرو بسیار کمتر است. در هند، این اصطلاح اغلب توسط شهروندان معترض به رزرو و سهمیه استفاده می‌شود. اما با توجه به اینکه قطع EWS جوامع رو به جلو کمتر از قطع OBC است، مورد انتقاد فزاینده‌ای قرار گرفته‌است.[۱۰][۱۱][۱۲] در سال‌های بعد، یک استثنای «لایه خامه‌ای»، وضعیت محفوظ را برای کسانی که والدینشان پست‌های نسبتاً بالایی دولتی داشتند، ممنوع کرد.
مخالفان اقدام مثبت در ایالات متحده از اصطلاح تبعیض معکوس استفاده می‌کنند تا بگویند که چنین برنامه‌هایی علیه آمریکایی‌های سفیدپوست به نفع آمریکایی‌های آفریقایی‌تبار تبعیض قائل می‌شوند.[۱۳] مورخ نانسی مک‌لین می‌نویسد که در طول دهه‌های ۱۹۸۰ و ۱۹۹۰، «به اصطلاح تبعیض معکوس در مقیاسی بی‌اهمیت رخ داد».[۱۴] تعداد پرونده‌های تبعیض معکوس که در کمیسیون فرصت‌های شغلی برابر (EEOC) ثبت شده بود در دهه ۱۹۹۰ دو برابر شد[۱۵] و همچنان درصد فزاینده‌ای از همه موارد تبعیض را تا سال ۲۰۰۳ منعکس می‌کرد.[۱۶]
مطالعه‌ای که توسط S. K. Camara و M. P. Orbe انجام شد، روایت‌هایی از افراد را جمع‌آوری کرد که موقعیت‌هایی را توصیف می‌کردند که در آن‌ها بر اساس وضعیت اکثریت گروهی‌شان مورد تبعیض قرار می‌گرفتند (مواردی از تبعیض معکوس). بسیاری از پاسخ دهندگان سفیدپوست تبعیض را بر اساس نژاد خود توصیف کردند، بخش کوچکتری تبعیض جنسیتی را گزارش کردند. تعداد کمی از دگرجنسگرایان گزارش کردند که بر اساس گرایش جنسی خود تبعیض را تجربه کردند.[۱۷][منبع غیر اولیه مورد نیاز]
دانشکده‌ها
ویرایش کنید
متقاضیان سفیدپوست کالج که در نتیجه اقدام مثبت در پذیرش کالج، به نفع دانشجویان سیاهپوست با صلاحیت کمتر رد شده‌اند، چنین برنامه‌هایی را به عنوان «تبعیض معکوس» توصیف کرده‌اند. الیزابت پردی استدلال می‌کند که این مفهوم از تبعیض معکوس در طول تجدید حیات محافظه کارانه در دهه‌های ۱۹۸۰ و ۱۹۹۰ پس از مشروعیت اعطا شده توسط دادگاه عالی ایالات متحده در پرونده Regents of University of California در برابر باک، که حکم به آلن داد، نزدیک بود که اقدام مثبت را لغو کند. باک توسط برنامه پذیرش مدرسه مورد تبعیض قرار گرفته بود.[۱۸]
در سال ۱۹۹۶، دانشگاه تگزاس مجبور شد استفاده از ترجیحات نژادی را در پذیرش کالج خود به تعویق بیندازد، زیرا دادگاه استیناف ایالات متحده برای حوزه پنجم، مدرسه را از در نظر گرفتن نژاد در پذیرش دانش آموزان منع کرد. این حکم تعیین کرد که تنوع در آموزش نمی‌تواند تمایزات مبتنی بر نژاد را توجیه کند. هاپوود علیه تگزاس شکایتی بود که توسط چهار متقاضی سفیدپوست به دانشکده حقوق تگزاس ارائه شد که از پذیرش آنها رد شد، حتی اگر معدل آنها بیشتر از درخواست‌های اقلیت پذیرفته شده بود. چهار دانشجوی سفیدپوست نیز نمرات بیشتری در آزمون پذیرش در دانشکده حقوق داشتند.[۱۹]
با این حال، در Grutter v. Bollinger (2003)، دادگاه عالی به دانشکده حقوق دانشگاه میشیگان اجازه داد تا به بررسی نژاد در میان سایر عوامل تنوع مرتبط ادامه دهد. این تصمیم تنها سیاست اقدام مثبتی بود که از نظر قانونی به چالش کشیده شد تا در دادگاه‌ها زنده بمانند. با این حال، این حکم باعث سردرگمی دانشگاه‌ها و دادگاه‌های بدوی در مورد وضعیت اقدام مثبت در سراسر کشور شده‌است.
در سال ۲۰۱۲، فیشر علیه دانشگاه تگزاس به دادگاه عالی رسید.[۲۰] ظاهراً دانشگاه تگزاس از نژاد به عنوان عاملی برای رد درخواست ابیگیل فیشر استفاده کرده و از بررسی منصفانه او محروم شده‌است. دادگاه‌های بدوی این برنامه را تأیید کردند، اما دیوان عالی حکم دادگاه‌های بدوی را لغو کرد و پرونده را برای بررسی مجدد به حوزه پنجم فرستاد.
شکایات
ویرایش کنید
پیش‌نویس گزارشی در مورد ادعای تبعیض معکوس در سال ۱۹۹۵ برای وزارت کار ایالات متحده تهیه شد. و اینکه «نسبت بالایی» از ادعاها بی‌اساس بودند.[۲۲]
گزارش‌های جدیدتر EEOC نشان می‌دهد که کمتر از ۱۰ درصد از شکایات مربوط به نژاد توسط سفیدپوستان، ۱۸ درصد از شکایات مربوط به جنسیت و ۴ درصد از پرونده‌های دادگاه توسط مردان ثبت شده‌است. وقتی از نمونه‌های ملی سفیدپوستان پرسیده شد که آیا آنها شخصاً به دلیل نژادشان از دست دادن شغل، ارتقاء یا پذیرش در دانشگاه را تجربه کرده‌اند، ۲ تا ۱۳ درصد پاسخ مثبت دادند.[۲۳]